# マルマラ海

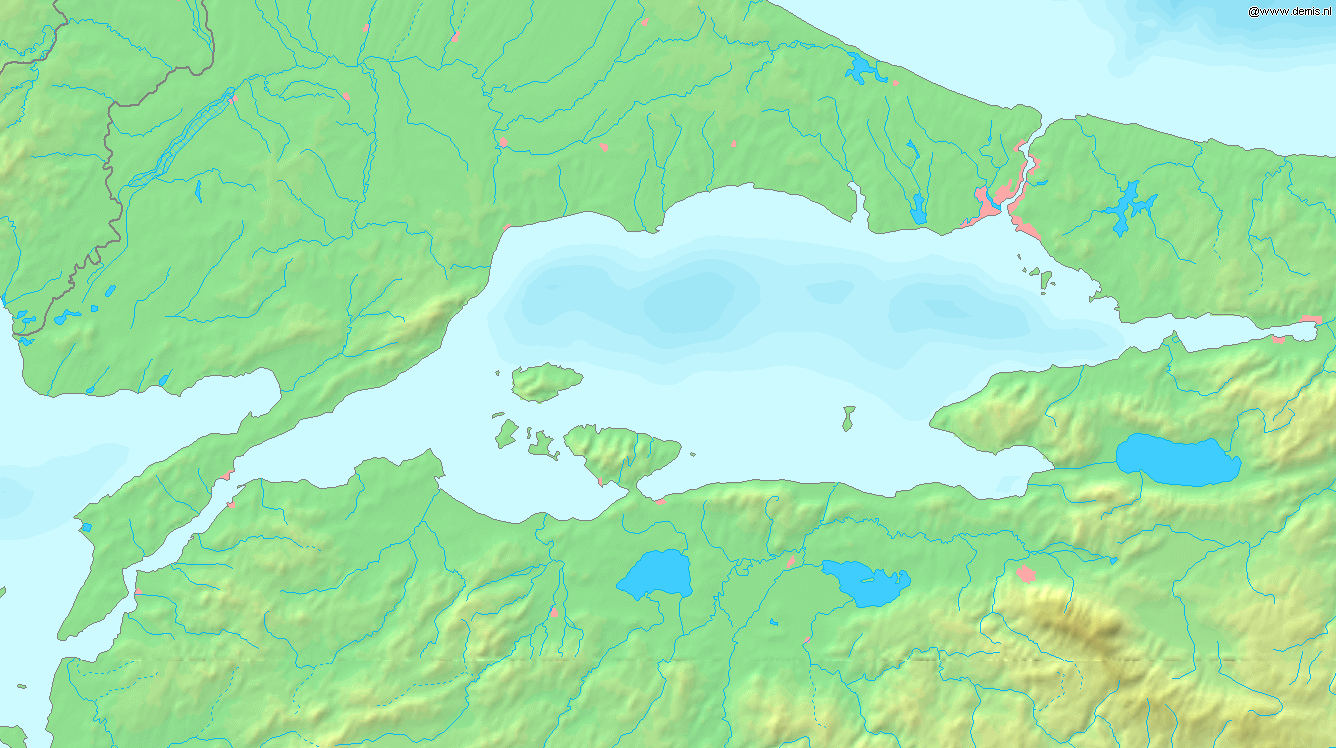
マルマラ海 右上の赤い部分がイスタンブール

マルマラ海（トルコ語: Marmara Denizi）は、トルコのアジア側とヨーロッパ側の間にある内海である。北の黒海とはボスポラス海峡、南のエーゲ海（地中海）とはダーダネルス海峡を通じて繋がっている。
東西280㎞、南北80㎞の大きさで、面積は約11,350㎢。最大水深は1370mである。塩分濃度は2.2％で黒海より少し濃い。一方、海底近くでは3.8％あり、地中海と同程度なのは、表層水が黒海から地中海方向へ、底層水は逆に流れているためである。
北岸のボスポラス海峡入り口部にはイスタンブールがあり、東部の陸地に深く入り込んだイズミット湾の最奥部にイズミットがある。イズミット湾の入り口にはオスマン・ガーズィー橋が架かる。
マルマラ海にはプリンスィズ諸島、マルマラ諸島の二つの島嶼群があり、前者はイスタンブールに近いリゾート地、後者は大理石の材料の産地として知られている。この大理石（ギリシア語でmarmaros）が地名の由来である。

## ギャラリー

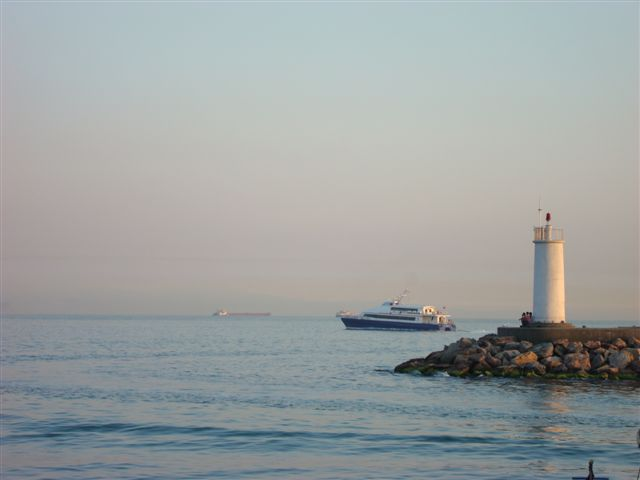
イスタンブールのクムカピ地区（英語版）からのマルマラ海の眺め
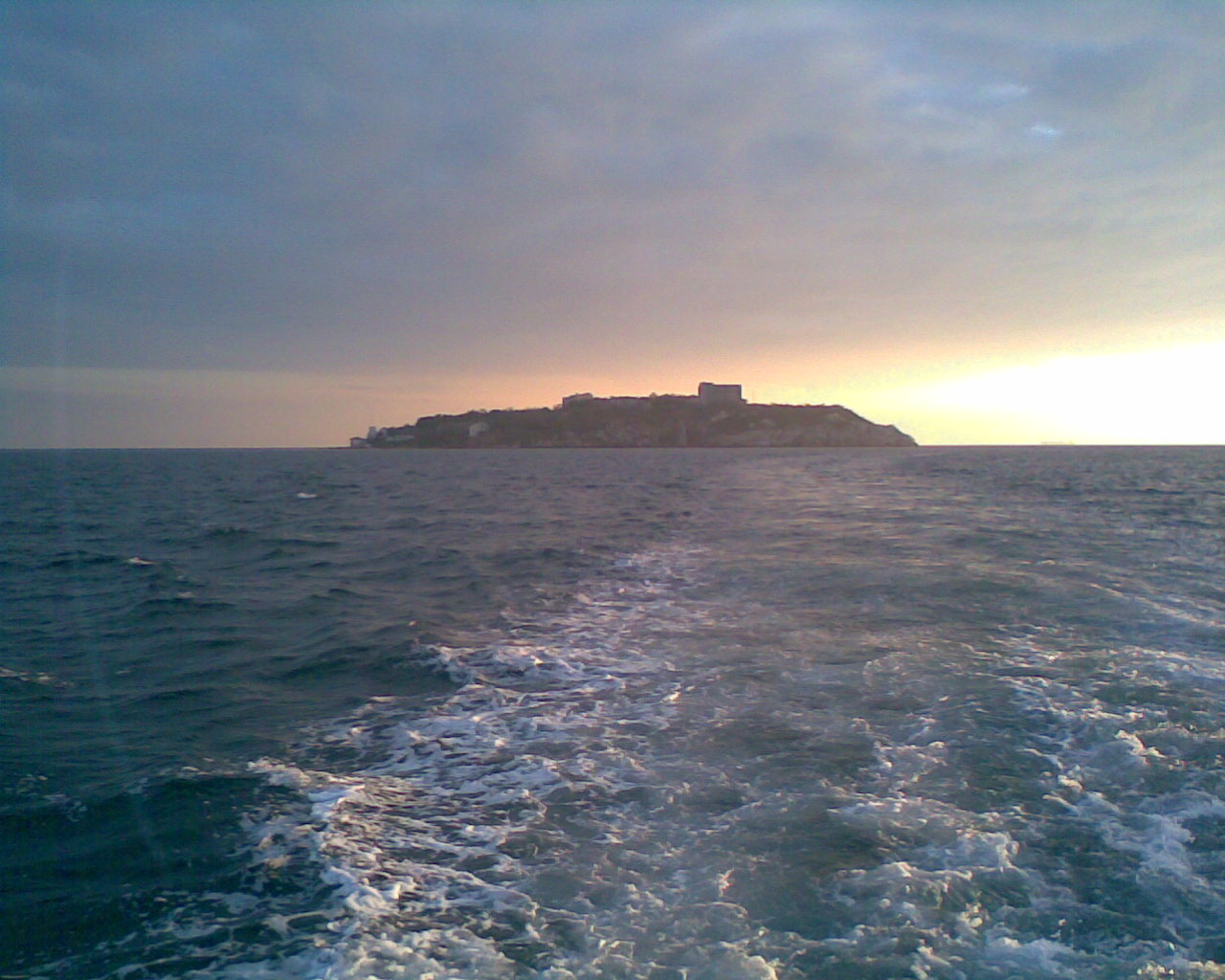
ヤッス島（英語版）付近のマルマラ海
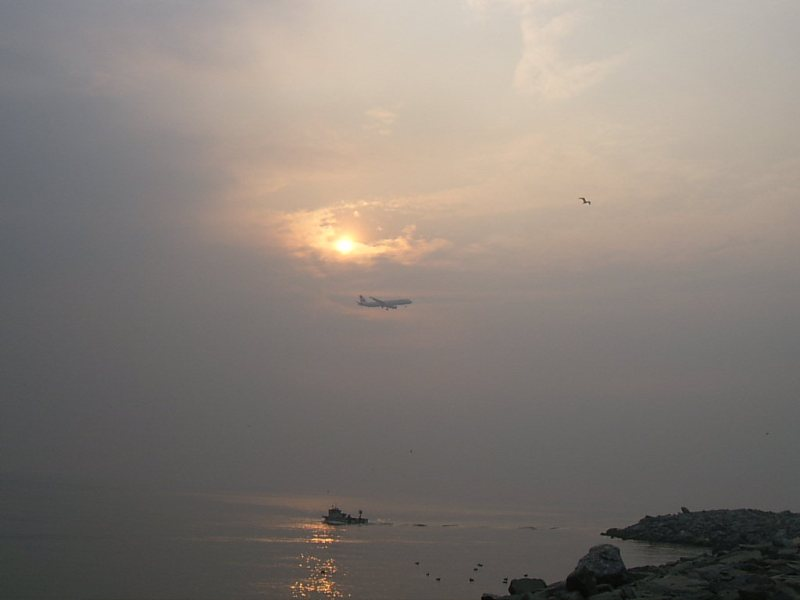
イェシルキョイ（英語版）からのマルマラ海の眺め
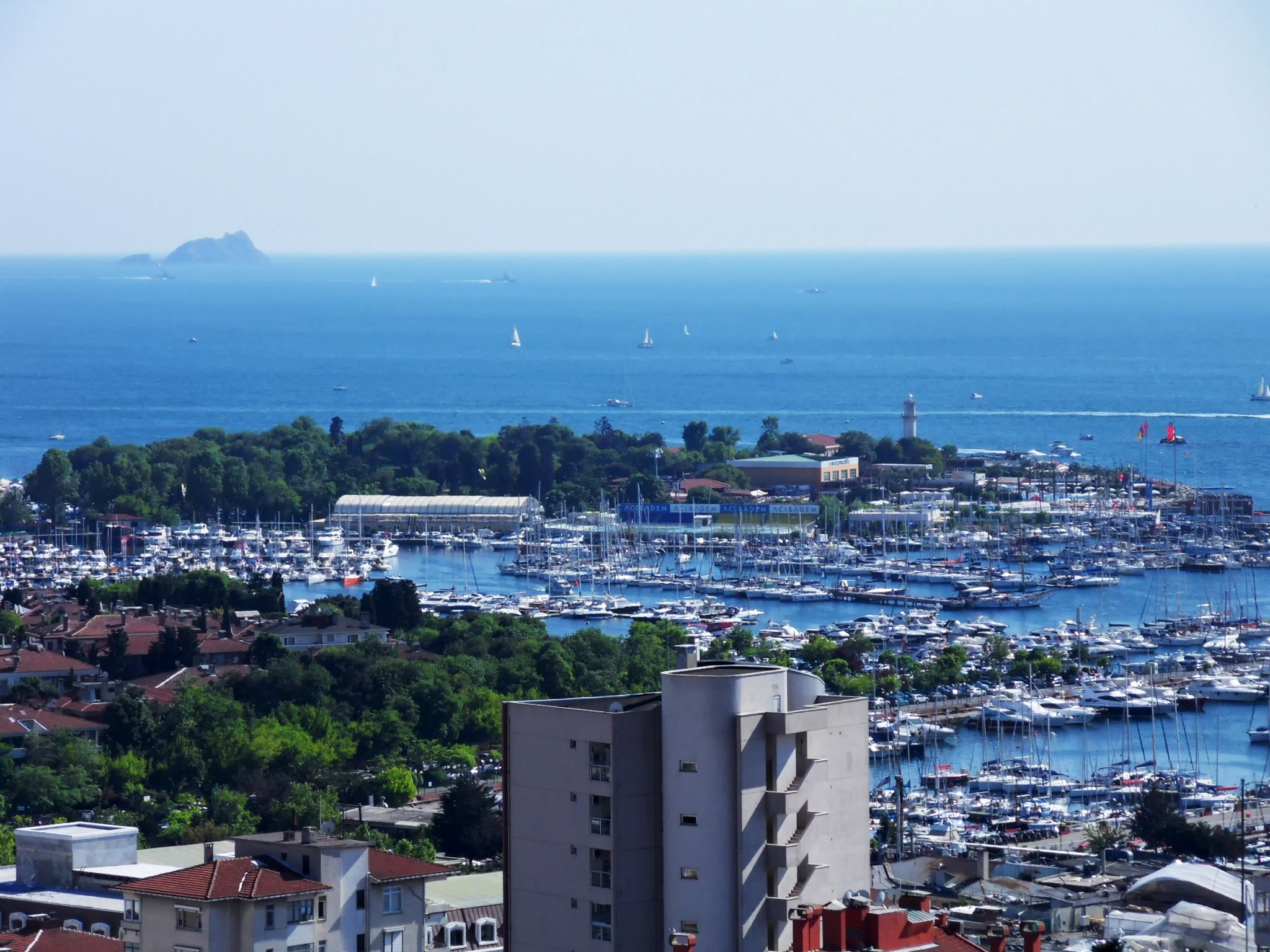
カドゥキョイからのマルマラ海の眺め